# هيلاري بورتون
هيلاري روز بورتون (بالإنجليزية: Hilarie Ross Burton)‏ وهي ممثلة و منتجة أمريكية ولدت في يوم 1 يوليو 1982 في ستيرلنج في ولاية فرجينيا، أشهر أدوارها تأديتها لدور بايتون ساويير في مسلسل ون تري هيل والذي عُرض في 6 مواسم من 2003 إلى 2009 ومثلت في فيلم أور فيري وفلم سولستس وفلم ذا ليست وأدت دور ساره إيليس في مسلسل وايت كولار ومثلت دور لاورين بوسويل في مسلسل غرايز أناتومي في 2013.

## روابط خارجية
- هيلاري بورتون على موقع IMDb (الإنجليزية)
- هيلاري بورتون على موقع روتن توميتوز (الإنجليزية)
- هيلاري بورتون على موقع ألو سيني (الفرنسية)
- هيلاري بورتون على موقع تيرنر كلاسيك موفيز (الإنجليزية)
- هيلاري بورتون على موقع أول موفي (الإنجليزية)
- هيلاري بورتون على موقع إن إن دي بي (الإنجليزية)
- هيلاري بورتون على موقع قاعدة بيانات الفيلم (الإنجليزية)
- هيلاري بورتون على موقع كينوبويسك (الروسية)